# Bahnhof Milano Porta Garibaldi
Der Bahnhof Milano Porta Garibaldi ist ein Bahnhof in der italienischen Stadt Mailand. Er ist nach dem Bahnhof Milano Centrale der zweitgrößte Bahnhof der Stadt, der von Regionalzügen und auch von einigen Fernverkehrszügen bedient wird; es halten zum Beispiel vier Zugpaare des Frecciarossa in Porta Garibaldi, um den in Centrale notwendigen Richtungswechsel einzusparen und somit mit 4 Stunden und 10 Minuten die schnellste Verbindung zwischen Turin und Rom anzubieten.
Jährlich wird er von rund 25 Millionen Passagieren frequentiert. Er wird von der Rete Ferroviaria Italiana betrieben. Von 2001 bis 2018 war die FS-Tochter Centostazioni, welche 100 mittelgroße Bahnhöfe verwaltete, der Betreiber. Der Bahnhof wird außer von der Trenitalia auch von der lombardischen Regionalbahngesellschaft Trenord angefahren.

## Lage und Architektur
Der Bahnhof liegt nahe der namensgebenden Porta Garibaldi an der Piazza Sigmund Freud. Er besteht aus zwei Geschossen: Im Obergeschoss befindet sich ein Kopfbahnhof mit zwölf Gleisen, daneben ein Durchgangsbahnhof, dessen acht Gleise unmittelbar nach dem Bahnhof in den Tunnel Garibaldi zum Gleisvorfeld des Bahnhofs Centrale führen; im Untergeschoss befindet sich ein Halt des Passante mit zwei Gleisen mit Inselbahnsteig. Der Passante ist eine unterirdische Durchmesserlinie der S-Bahn Mailand, welche das Stadtzentrum tangiert, jedoch den Bahnhof Centrale nicht anfährt.

## Geschichte
Der oberirdische Bahnhof wurde 1961 als Ersatz des dritten Porta Nuova-Bahnhofs, etwa 800 Meter östlich gelegen, eröffnet. Er diente dazu, den Verkehr aus der nordwestlichen Lombardei – wie Novara oder Varese – aufzunehmen. Dank einem neuen Verbindungstunnel (sog. Passantino) zum Gleisvorfeld des Bahnhofs Centrale und nach Greco Pirelli konnte der Bahnhof nach einigen Jahren auch als Terminus der Strecken nach Norden, Osten und Süden dienen.
Am 21. Dezember 1997 wurde der unterirdische Haltepunkt (offiziell: Milano Porta Garibaldi Passante) eröffnet, der seit 2004 für die „Linee S“ (Vorortlinien) benutzt wird.
Zwischen 2004 und 2006 wurde er einem großen Sanierungsprogramm unterzogen, unter anderem wurde er mit einem Lichtdesign heller und sicherer gemacht.

## Verkehr

### Fernverkehr
- FR Torino Porta Nuova – Milano Porta Garibaldi – Roma Termini (8 Zugpaare täglich)
- TGV Paris-Gare de Lyon – Lyon-Saint-Exupéry TGV – Torino Porta Susa – Milano Porta Garibaldi (3 Zugpaare täglich)
- ICN Torino Porta Nuova–Milano Porta Garibaldi–Roma Tiburtina–Napoli–Salerno
- ICN Torino Porta Nuova–Milano Porta Garibaldi–Roma Tiburtina–Salerno–Reggio di Calabria
- NJ Milano Porta Garibaldi–Verona Porta Nuova–Wien Hbf/München Hbf

Zu Betriebsaufnahme verkehrten auch die Italo-Züge via Porta Garibaldi, wurden aber inzwischen nach Centrale verlegt.

### Regionalverkehr

#### Linee S
| Linie | Verlauf |
| ----- | --- |
|       | Saronno – Saronno Sud – Caronno Pertusella – Cesate – Garbagnate Milanese – Garbagnate Parco delle Groane – Bollate Nord – Bollate Centro – Novate Milanese – Milano Nord Quarto Oggiaro – Milano Bovisa Politecnico – Milano Lancetti – Milano Porta Garibaldi – Milano Repubblica – Milano Porta Venezia – Milano Dateo – Milano Porta Vittoria – Milano Rogoredo – San Donato Milanese – Borgolombardo – San Giuliano Milanese – Melegnano – San Zenone al Lambro – Tavazzano – Lodi      |
|       | Mariano Comense – Cabiate – Meda – Seveso – Cesano Maderno – Bovisio Masciago-Mombello – Varedo – Palazzolo Milanese – Paderno Dugnano – Cormano-Cusano Milanino – Milano Bruzzano – Milano Affori – Milano Bovisa Politecnico – Milano Lancetti – Milano Porta Garibaldi – Milano Repubblica – Milano Porta Venezia – Milano Dateo – Milano Porta Vittoria – Milano Rogoredo |
|       | Varese – Gazzada-Schianno-Morazzone – Castronno – Albizzate-Solbiate Arno – Cavaria-Oggiona-Jerago – Gallarate – Busto Arsizio – Legnano – Canegrate – Vanzago-Pogliano – Rho – Rho Fiera – Milano Certosa – Milano Villapizzone – Milano Lancetti – Milano Porta Garibaldi – Milano Repubblica – Milano Porta Venezia – Milano Dateo – Milano Porta Vittoria – Milano Forlanini – Segrate – Pioltello-Limito – Vignate – Melzo – Pozzuolo Martesana – Trecella – Cassano d’Adda – Treviglio |
|       | Novara – Trecate – Magenta – Corbetta-Santo Stefano Ticino – Vittuone-Arluno – Pregnana Milanese – Rho – Rho Fiera – Milano Certosa – Milano Villapizzone – Milano Lancetti – Milano Porta Garibaldi – Milano Repubblica – Milano Porta Venezia – Milano Dateo – Milano Porta Vittoria – Milano Forlanini – Segrate – Pioltello-Limito – Vignate – Melzo – Pozzuolo Martesana – Trecella – Cassano d’Adda – Treviglio                                                                        |
|       | Lecco – Valmadrera – Civate – Sala al Barro-Galbiate – Oggiono – Molteno – Costa Masnaga – Cassago-Nibionno-Bulciago – Renate-Veduggio – Besana – Villa Raverio – Carate-Calò – Triuggio-Ponte Albiate – Macherio-Canonica – Biassono-Lesmo Parco – Buttafava – Villasanta Parco – Monza Sobborghi – Monza – Sesto San Giovanni – Milano Greco Pirelli – Milano Porta Garibaldi |
|       | Lecco – Lecco Maggianico – Calolziocorte-Olginate – Airuno – Olgiate-Calco-Brivio – Cernusco-Merate – Osnago – Carnate-Usmate – Arcore – Monza – Sesto San Giovanni – Milano Greco Pirelli – Milano Porta Garibaldi |
|       | Chiasso – Como San Giovanni – Como Camerlata – Cucciago – Cantù-Cermenate – Carimate – Camnago-Lentate – Seregno – Desio – Lissone-Muggiò – Monza – Sesto San Giovanni – Milano Greco Pirelli – Milano Porta Garibaldi – Milano Villapizzone – Milano Certosa – Rho Fiera – Rho |
|       | Milano Bovisa Politecnico – Milano Lancetti – Milano Porta Garibaldi – Milano Repubblica – Milano Porta Venezia – Milano Dateo – Milano Porta Vittoria – Milano Rogoredo – San Donato Milanese – Borgolombardo – San Giuliano Milanese – Melegnano |
|       | Milano Bovisa Politecnico – Milano Lancetti – Milano Porta Garibaldi – Milano Repubblica – Milano Porta Venezia – Milano Dateo – Milano Porta Vittoria – Milano Rogoredo – Locate Triulzi – Villamaggiore – Certosa di Pavia – Pavia |

#### Übriger Regionalverkehr
| Linie | Verlauf |
| ----- | --- |
| RE 5  | Varese – Gallarate – Busto Arsizio – Legnano – Rho Fiera – Milano Porta Garibaldi |
| R 14  | Milano Porta Garibaldi – Milano Greco Pirelli – Sesto San Giovanni – Monza – Arcore – Carnate-Usmate – Paderno-Robbiate – Calusco – Terno – Ponte San Pietro – Bergamo |
| R 23  | Domodossola – Vogogna Ossola – Premosello-Chiovenda – Cuzzago – Mergozzo – Verbania-Pallanza – Baveno – Stresa – Belgirate – Lesa – Meina – Arona – Dormelletto – Sesto Calende – Vergiate – Somma Lombardo – Casorate Sempione – Gallarate – Busto Arsizio – Rho Fiera – Milano Porta Garibaldi |
| R 28  | Malpensa Aeroporto – Ferno-Lonate Pozzolo – Busto Arsizio Nord – Castellanza – Rescaldina – Saronno – Milano Bovisa Politecnico – Milano Porta Garibaldi – Milano Centrale |